# Płomienniczek rdzawobrązowy

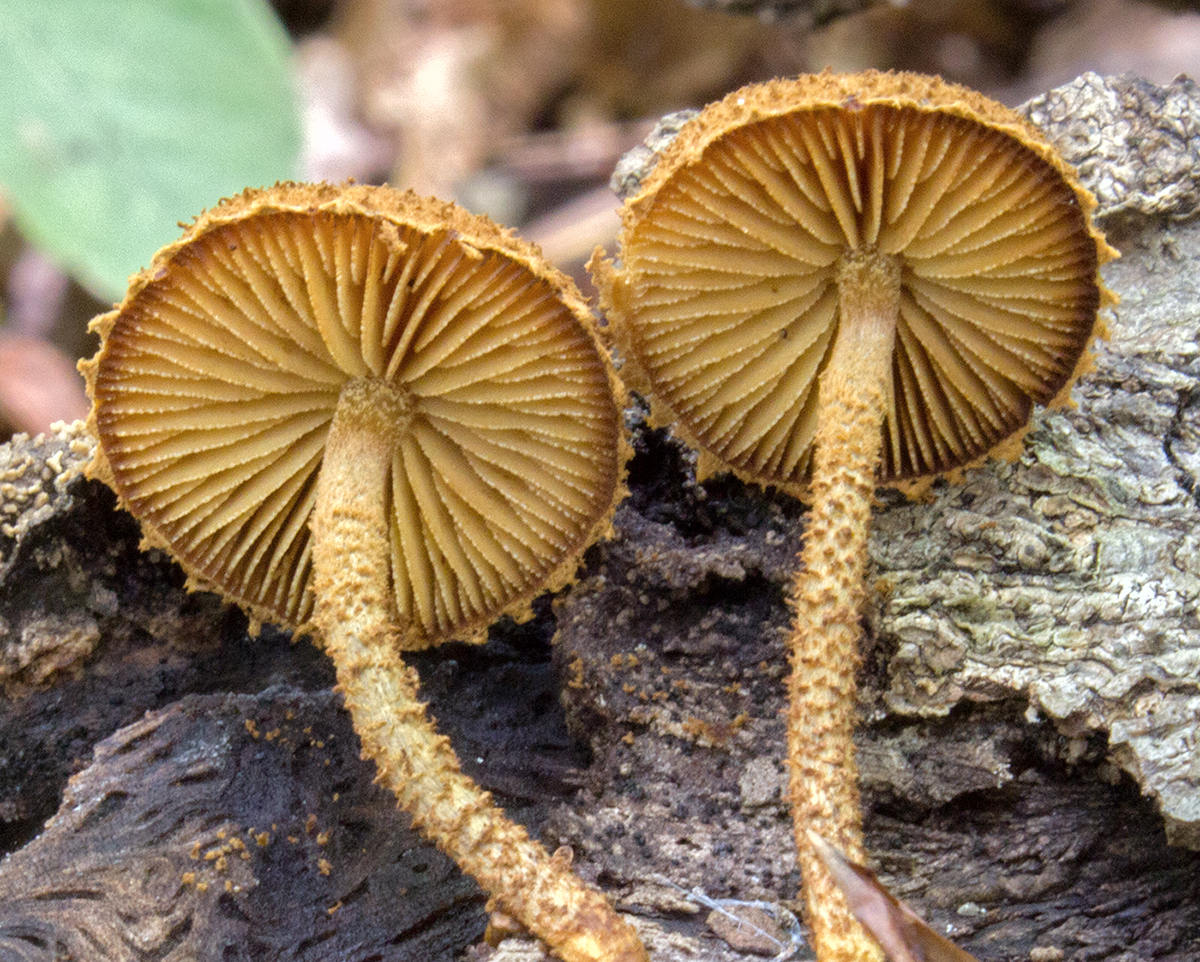

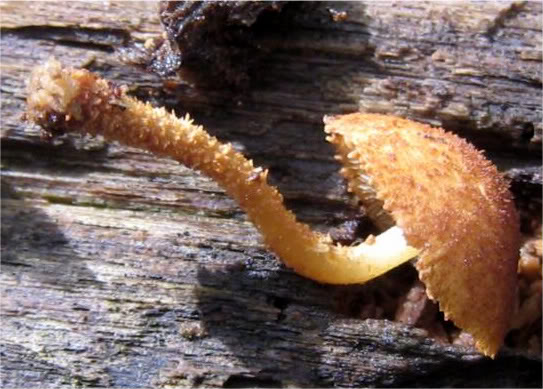

Płomienniczek rdzawobrązowy (Flammulaster erinaceellus (Peck) Watling) – gatunek grzybów należący do rzędu pieczarkowców (Agaricales).

## Systematyka i nazewnictwo
Pozycja w klasyfikacji według Index Fungorum: Flammulaster, Tubariaceae, Agaricales, Agaricomycetidae, Agaricomycetes, Agaricomycotina, Basidiomycota, Fungii.
Po raz pierwszy zdiagnozował go w 1878 r. Charles Horton Peck, nadając mu nazwę Agaricus erinaceellus. Obecną, uznaną przez Index Fungorum nazwę, nadał mu Roy Watling w 1986 r.
Synonimy:
- Agaricus detersibilis Peck 1876
- Agaricus erinaceellus Peck 1878
- Flocculina erinaceella (Peck) P.D. Orton 1960
- Phaeomarasmius erinaceellus (Peck) Singer 1951
- Pholiota detersibilis Sacc. 1887
- Pholiota erinaceella (Peck) Peck 1908

Nazwę polską zaproponował Władysław Wojewoda w 1999 r.

## Morfologia
Trzon
Średnica 1–4 cm, początkowo wypukły, potem płaski. Powierzchnia sucha, ciemnobrązowa lub rdzawobrązowa, gęsto pokryta ziarnistymi łuskami, łatwo obkruszającymi się. Na brzegu często zwisające resztki osłony. Pod wpływem KOH staje się czerwony, potem czarny. Sole żelaza barwią go na oliwkowo.
Blaszki
Zwykle przyrośnięte, dość gęste, początkowo białawe, potem rdzawobrązowawe. Ostrza często postrzępione.
Trzon
Wysokość 3–4 cm, grubość poniżej 0,5 cm, walcowaty. Powierzchnia jasna, pokryta ziarnistymi łuskami, jak kapelusz, ale często mniej gęsto. Zazwyczaj posiada pierścień.
Miąższ
Cienki. Zapach niewyraźny, smak łagodny, gorzki lub metaliczny.
Cechy mikroskopowe
Zarodniki 6–9 × 4–5 µm, gładkie, mniej lub bardziej eliptyczne, w KOH żółtawe do brązowawych, w odczynniku Melzera żółtawe. Podstawki wąsko maczugowate, 4–sterygmowe. Pleurocystyd brak. Cheilocystydy liczne, w dolnej części cylindryczne, w górnej zakończone bulwiastym rozszerzeniem 100 × 16 µm (co najmniej ponad 50 µm długości), w KOH hialinowe do rdzawobrązowych. Skórka kapelusza zbudowana ze strzępek prawie kulistych lub nieregularnych, o średnicy do 36 µm, w KOH rdzawo brązowych.

## Występowanie i siedlisko
Płomienniczek rdzawobrązowy znany jest w kilku krajach Europy i w niektórych rejonach USA. W piśmiennictwie naukowym na terenie Polski do 2003 r. podano jedno tylko stanowisko (S. Domański, Wyszków, 1997). Jego rozprzestrzenienie, częstość występowania i zagrożenie nie są znane.
Saprotrof rozwijający się na martwym drewnie; zwykle spotykany na zwalonych, dobrze już spróchniałych i obłuszczonych z kory pniach. Owocniki pojawiają się od wiosny do jesieni.